# Beaugas
Beaugas é uma comuna francesa na região administrativa da Nova Aquitânia, no departamento Lot-et-Garonne. Estende-se por uma área de 22,67 km². Em 2010 a comuna tinha 363 habitantes (densidade: 16 hab./km²).